# 巴奇·登特
羅素·厄爾·「巴奇」·登特（英語：Russell Earl "Bucky" Dent，1972年11月10日—），原名羅素·厄爾·奧迪（Russell Earl O'Dey），為前美國職棒大聯盟的游擊手，生涯曾效力過白襪、洋基、遊騎兵與皇家等隊。登特是洋基在1977年和1978年世界大賽冠軍的先發游擊手，同時他也是1978年世界大賽的MVP。他最有名的一幕就是他在1978年美國聯盟東區封王決勝加賽從紅襪手中敲出逆轉3分砲，幫助洋基拿下季後賽門票。

## 職業生涯

### 生涯初期
1970年大聯盟選秀，登特以第6順位之姿加盟白襪。1973年，登特登上大聯盟。他在1975年迎來生涯年，整季打擊率為2成64，守備率9成81為美聯游擊手最高，並首度入選明星賽。1976年球季結束後，白襪給了登特一張3年50萬美元的合約。不過他的經紀人卻要求更多，因此雙方談判破局。
1977年4月5日，白襪將登特交易到洋基，換來拉馬爾·霍伊特、Bob Polinsky和Oscar Gamble。最後洋基和登特簽下3年60萬美元的合約。對洋基而言，登特的表現比前一位先發游擊手Fred Stanley還來得出色。而洋基也在1977年迎來睽違15年的世界大賽冠軍。

### 1978年
登特最讓人印象深刻的就是在1978年美國聯盟東區封王決勝加賽裡的表現了。洋基在7局上以0比2落後，這時不以全壘打見長的登特上場打擊，當時登特甚至還和中外野手Mickey Rivers借球棒來打擊，結果他敲出致勝的3分砲，幫助洋基在美聯東區成功封王。
到了世界大賽，登特依舊維持火燙手感。系列賽打擊率高達4成17，最後洋基4勝2敗打敗道奇封王，登特拿下世界大賽MVP。

### 1979年–1984年
登特持續為洋基出賽到1982年，之後球隊將他交易到遊騎兵，換來Lee Mazzilli。他在紐澤西州的住處後來也租給日後到洋基擔任教練的Don Zimmer。
在遊騎兵打了一年多後，登特於1984年回到洋基。不過他並未在洋基出賽，隨後在皇家結束其職棒生涯。

## 生涯打擊成績
| 出賽次數 | 打席 | 打數 | 得分 | 安打 | 二安 | 三安 | 全壘打 | 打點 | 盜壘 | 保送 | 三振 | 打擊率 | 上壘率 | 長打率 | OPS  |
| -------- | ---- | ---- | ---- | ---- | ---- | ---- | ------ | ---- | ---- | ---- | ---- | ------ | ------ | ------ | ---- |
| 1392     | 5026 | 4512 | 451  | 1114 | 169  | 23   | 40     | 423  | 17   | 328  | 349  | .247   | .297   | .321   | .618 |

## 執教成績
| 球隊 | 年度   | 例行賽 | 例行賽 | 例行賽 | 例行賽 | 例行賽  |
| 球隊 | 年度   | 比賽   | 勝     | 敗     | 勝率   | 結果    |
| ---- | ------ | ------ | ------ | ------ | ------ | ------- |
| 洋基 | 1989年 | 40     | 18     | 22     | .450   | 美東第5 |
| 洋基 | 1990年 | 49     | 18     | 31     | .367   | 被解雇  |
| 總計 | 總計   | 89     | 36     | 53     | .404   |         |

## 個人生活
登特目前和妻子定居在佛州布雷登頓，兩人曾在2019年11月私奔。
登特的前妻於2015年10月底去世，兩人曾育有一對雙胞胎。其中他的女兒凱特琳曾是大學女壘選手，兒子寇迪也曾在大學時加入棒球隊。

## 外部連結
- 球員資訊和成績在MLB，ESPN，Retrosheet ，Baseball Reference ，Fangraphs ，The Baseball Cube （英文）